# Draba vvedenskyi
Draba vvedenskyi là một loài thực vật có hoa trong họ Cải. Loài này được Kovalevsk. mô tả khoa học đầu tiên năm 1974.